# Индекс автомобильных номеров Боснии и Герцеговины

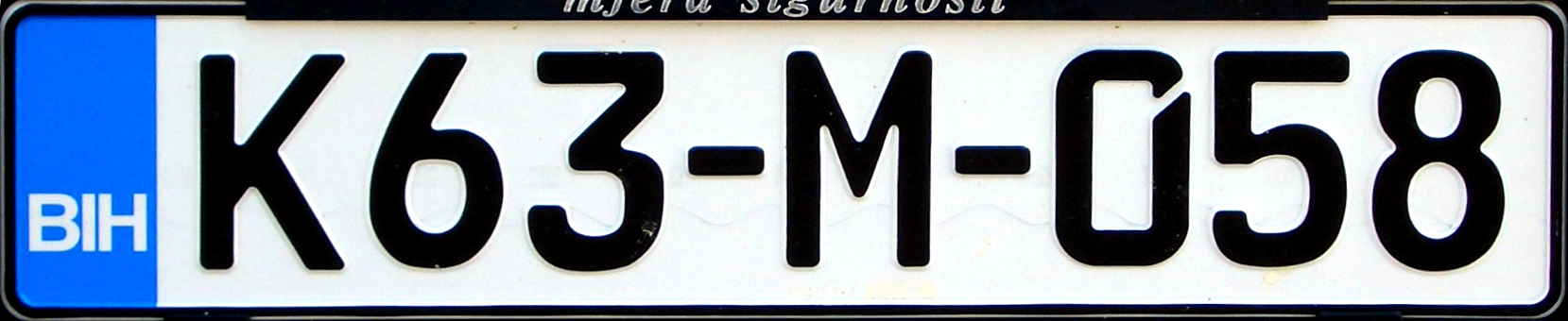
Новый номер (с 28 сентября 2009 года)

Автомобильные номера в Боснии и Герцеговине после распада Югославии постоянно видоизменялись. В 2009 году был принят новый вид. Слева на синем фоне белыми буквами написан код страны. Правее идёт сам номер. В номере могут использоваться только буквы, которые одинаково пишутся и читаются в обеих версиях (на основе кириллицы и латиницы) сербскохорватского алфавита: A, E, J, K, M, O, T. В отличие от ранее выдаваемых номеров, буквы теперь не указывают на регион выдачи знака.
Формат — А00-А-000.